# Knägräsmott
Knägräsmott (Agriphila geniculea) är en fjärilsart som först beskrevs av Adrian Hardy Haworth 1811.  Knägräsmott ingår i släktet Agriphila, och familjen mott. Arten är reproducerande i Sverige.